# أودري روسو
أودري روسو هي لاعبة جمباز فني كندية، ولدت في 1999 في لاسال في كندا.

## وصلات خارجية
- أودري روسو على موقع الاتحاد الدولي للجمباز (licence) (الإنجليزية)
- أودري روسو على موقع الاتحاد الدولي للجمباز (biography) (الإنجليزية)